# Porroglossum rodrigoi
Porroglossum rodrigoi är en orkidéart som beskrevs av Herman Royden Sweet. Porroglossum rodrigoi ingår i släktet Porroglossum och familjen orkidéer. Inga underarter finns listade i Catalogue of Life.